# 영산강 서창들녘 억새축제

## 축제소개
삶에 지친 도시민들에게 억새 물결 사이를 거닐며 가을 정취를 느낄 수 있는 자연친화형 감성축제 
도심과 자연을 연계한 도심 속 힐링 관광

## 연혁
2015년 : 市 억새생태문화제(매주 토․일 1개월간)
2016년 : 市 억새생태문화제(매주 토․일 1개월간) ※시/구 공동개최
2017년 : 제3회 영산강 서창들녘 억새축제(8일간)※서구 개최
2018년 : 제4회 영산강 서창들녘 억새축제(3일간)
2019년 : 제5회 영산강 서창들녁 억새축제(3일간)
2020년 : 코로나 19 확산방지를 위해 축제 취소
2021년 : 제6회 영산강 서창들녘 억새축제 (4일간) 10월 8일~11일 (온오프라인 동시개최)
2022년 : 제7회 영산강 서창들녘 억새축제 10월중 개최

## 2021년 축제개요
- 축  제  명 : 2021년 제6회 영산강 서창들녘 억새축제
- 기       간 : 2021. 10. 7.(목) ~ 10. 10.(일) / 4일간
- 장       소 : 영산강 친수공원 일원(영산강 자전거길 안내센터 앞)
- 주최/후원 : 광주광역시 서구 / 광주광역시, 광주광역시서구의회, 광주환경공단
- 주요내용 : 공식행사(개․폐막식), 문화예술공연, 체험부스 및 프로그램, 비대면체험프로그램, 억새포토존 등 
- 누리집 : http://www.seogu.gwangju.kr/sgfesta